# Love and Liberté
Love and Liberté è il sesto album discografico in studio del gruppo musicale francese di origine gitana spagnola Gipsy Kings, pubblicato nel 1993.

## Tracce
1. Pedir a Tu Corazon – 4:39
2. Escucha Me – 4:05
3. Ritmo de la Noche – 3:30
4. Montaña – 5:24
5. Queda Te Aqui – 4:44
6. Navidad – 3:29
7. Michaël – 4:05
8. Madre Mia – 3:53
9. No Viviré – 4:10
10. Guitarra Negra – 3:42
11. Campaña – 4:12
12. Love and Liberté – 3:55
13. La Quiero (solo nella versione europea) – 3:45

## Formazione

### Gipsy Kings
- Nicolas Reyes - voce principale (tracce 1-2, 5-6, 8, 9, 13), voce narrante (traccia 11)
- Canut Reyes- voce principale (tracce 4, 8, 11, 13), cori
- Patchai Reyes - chitarra, cori
- Pablo Reyes - chitarra, cori
- Diego Baliardo - chitarra
- Paco Baliardo - chitarra
- Tonino Baliardo - chitarra solista

#### Altri musicisti
- Gerard Prevost - basso
- Negrito Trasante-Crocco - batteria
- Laurent De Gaspéris - chitarra elettrica
- Nicolas Judelewicz - campionatore
- Rodolpho Pacheco - congas
- Alfredo Rodriguez - pianoforte (traccia 6)
- Charles Benarroch - percussioni
- Naná Vasconcelos - percussioni (traccia 10)
- Dominique Droin - tastiere
- Leroy Heywood - tastiere (traccia 2)
- David Heywood - tastiere (traccia 2)
- Vincent Chavagnac - sassofono alto, sassofono tenore
- François Debricon - sassofono soprano
- Bernard Balstier - tromba
- Damien Verherve - trombone

## Classifiche
| Paese    | Posizione più alta |
| -------- | ------------------ |
| Austria  | 20                 |
| Germania | 81                 |
| Svizzera | 40                 |